# Картамышево
Картамышево (укр. Картамишеве) — село, относится к Белокуракинскому району Луганской области Украины.
Население по переписи 2001 года составляло 5 человек. Почтовый индекс — 92230. Телефонный код — 6462. Занимает площадь 0,11 км². Код КОАТУУ — 4420987702.

## Местный совет
92230, Луганська обл., Білокуракинський р-н, с. Просторе  (укр.)